# 町田市金森地区コミュニティバス
町田市金森地区コミュニティバス（まちだしかなもりちくコミュニティバス）は、成瀬駅ルートで2路線で運行している。愛称は「かわせみ号」。町田市と金森地区コミュニティバス運行協議会より委託を受けて神奈中タクシー座間営業所が運行を担当する。

## 概要
2007年3月25日に現行の成瀬駅ルートが運行を開始する。町田営業所が担当する「まちっこ」に続く町田市コミュニティバス第2弾で、神奈川中央交通と町田市、金森地区コミュニティバス運行協議会の3者にて運営されていた。当時の運行担当は大和営業所。
「まちっこ」とは異なり、赤字の場合を除いて原則として町田市から補助金が無いため、通常の神奈川中央交通と同様の運賃制度を採用しており、PASMO・Suica、カナちゃん手形も利用可能である。町田市では、停留所ポールなどの調達は事業者、路線を問わずに一括して市が実施し、後述の試験運行の際には補助金が交付されるもののコミュニティバス路線は原則として独立した採算制度を採用しており、本運行の開始まで、または運行中であっても収入が運行維持の最低ラインに達せず赤字が継続する場合はそのまま路線廃止の可能性がある。
2023年4月1日 - 運行事業者が変更され、神奈中タクシー座間営業所に移管。

## 現行路線

### わさび田公園前経由
- 成瀬駅南口前 → 金森図書館前 → 金森二丁目中央 → 金森 → わさび田公園前 → 都立小川高校前 → 成瀬駅南口前

### 南中学校東経由
- 成瀬駅南口前 → 金森図書館前 → 金森二丁目中央 → 金森 → 南中学校東 → 都立小川高校前 → 成瀬駅南口前

## 車両

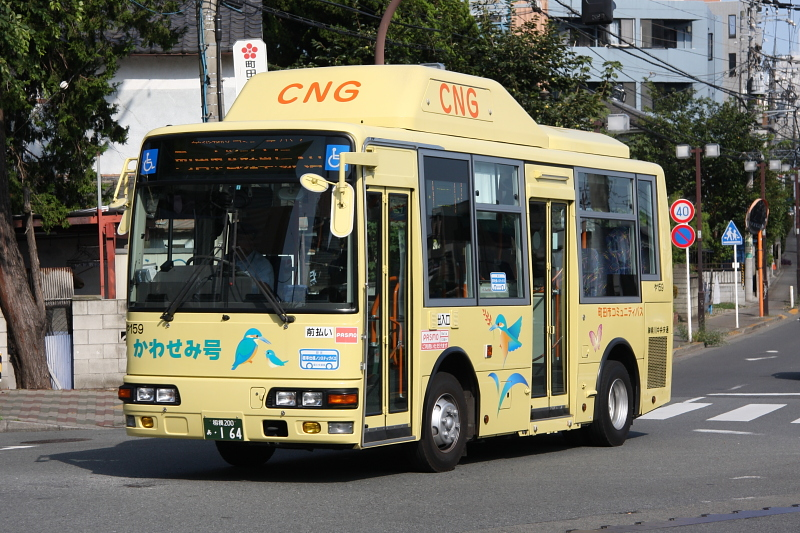
運行開始当初の車両（や159）

車両は、黄色い専用塗装の小型ノンステップバスが使用され、2007年の運行開始時に三菱ふそう・エアロミディMEのCNG改造車（PA-ME17DF）を2台購入（や158・159）。2009年の町田駅ルート試験運行開始時に同型式のCNG車を1台追加購入したが、町田駅ルート廃止に伴い「まちっこ」予備車として町田営業所へ転属した（や36→ま177）。2018年3月から現行車両の日野・ポンチョ（2ドアロングボディ）に代替開始され、ME1台（や159）がポンチョ（や160）に置き換えられた。2019年2月には残りのME1台（や158）もポンチョ（や159）に置き換えられ、新型車両への代替が完了した。

## その他
なお、綾瀬市コミュニティバスも「かわせみ」の愛称で、神奈川中央交通も受託しているが、こちらは神奈川中央交通綾瀬営業所と相鉄バス綾瀬営業所が担当している。